# Correlació canònica
L'anàlisi de la correlació canònica és un mètode d'anàlisi multivariant desenvolupat per Harold Hotelling. El seu objectiu és buscar les relacions que hi pugui haver entre dos grups de variables i la validesa de les mateixes formant part d'un motor de correlació aplicat a l'anàlisi estadística.
 . ISSN: 01996649.</ref> Es diferencia de l'anàlisi de correlació múltiple en el fet que aquesta només prediu una variable depenent a partir de múltiples independents, mentre que la correlació canònica prediu múltiples variables dependents a partir de múltiples independents. La correlació canònica és una correlació lineal i, per tant, només busca relacions lineals entre les variables.
En dissenyar l'experiment cal considerar la grandària de la mostra, ja que són necessàries un mínim d'observacions per variable, perquè l'anàlisi pugui representar les correlacions adequadament.
Finalment, cal interpretar les càrregues canòniques per determinar la importància de cada variable en la funció canònica. Les càrregues canòniques reflecteixen la variància que la variable observada comparteix amb el valor teòric canònic.